# 姚琛 (解元)
姚琛，广东潮阳县人。明朝官员，成化解元。

## 生平
早年中秀才，成化初为塾师。成化七年（1471年），参加顺天乡试，高中解元。出任江西抚州府通判。擢顺天府治中，已年届七旬。乞归。

## 家族
从弟姚瑷，天顺六年举人，官至南京兵部郎中。侄姚绍，天顺六年举人，成化十四年进士，累官广西布政司参议。三人皆以廉能著称，后来潮阳县立有“潮中三凤坊”。